# Ústav Palata

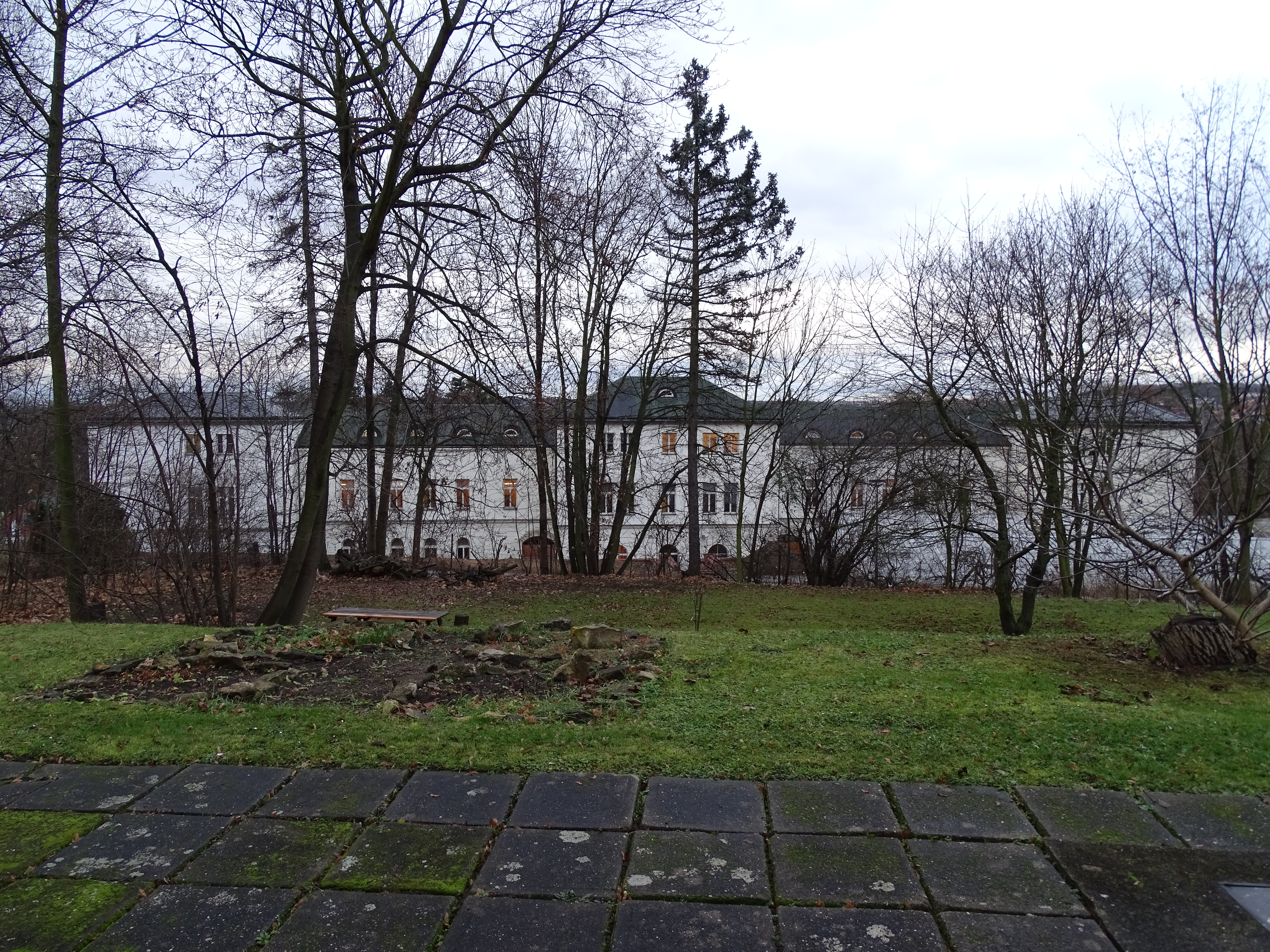
Ústav v pohledu od usedlosti Horní Palata

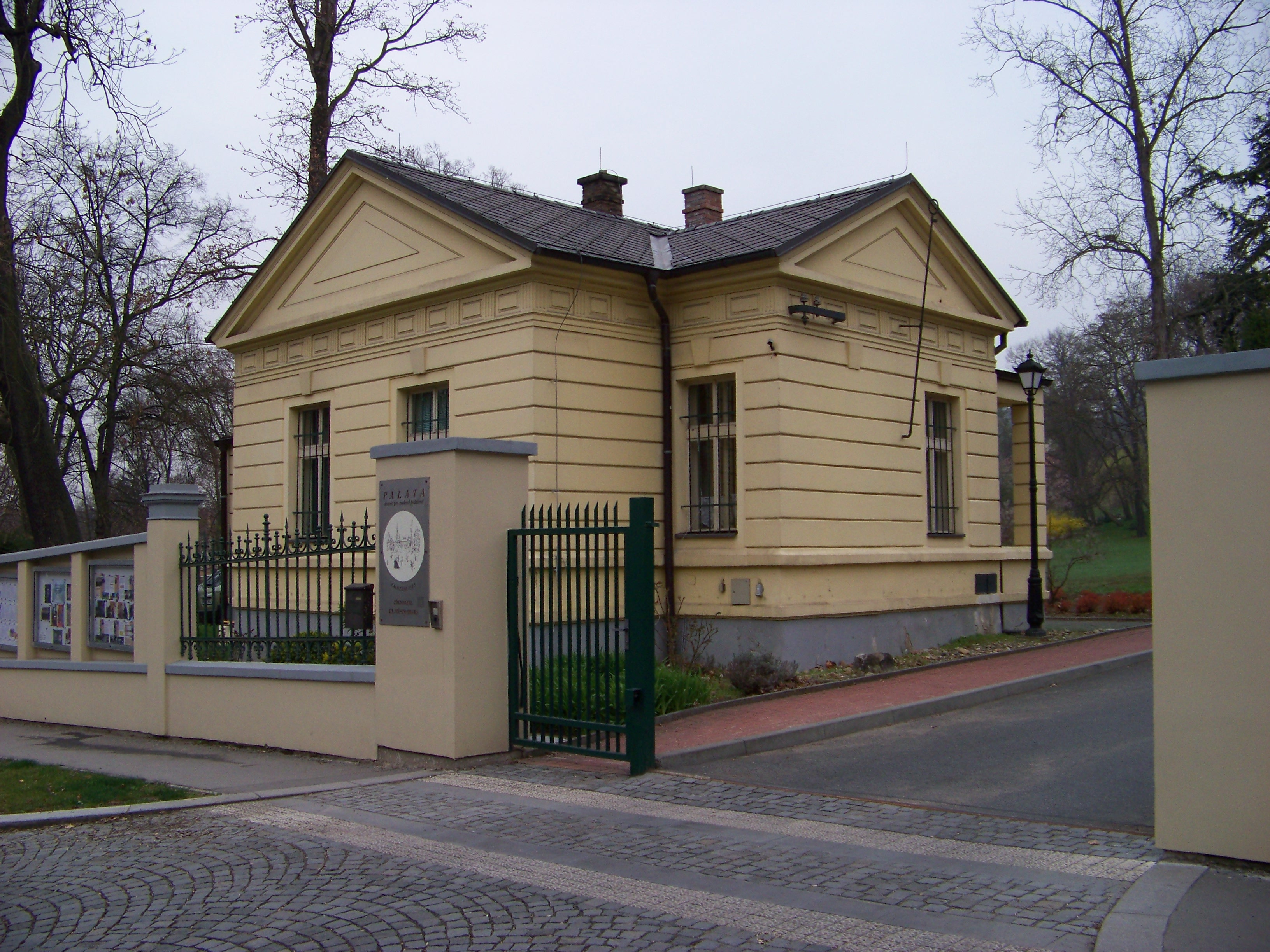
Na Hřebenkách 5, Dolní Palata, vjezd

Ústav Palata je novorenesanční objekt v Praze na Smíchově na adrese Na Hřebenkách 737/5, který byl postaven v roce 1893 Českou spořitelnou na pozemcích bývalé viniční usedlosti Horní Palata jako Ústav pro zaopatřování slepců Francisco-Josephinum, zaopatřovací ústav pro staré a práce neschopné slepce. Později nesl názvy Ústav pro zaopatřování slepců na Smíchově Palata, Ústav sociální péče o nevidomé Palata a Domov pro zrakově postižené Palata. Od roku 2006 zde působí pod názvem Palata – Domov pro zrakově postižené (IČ 70872783) jako příspěvková organizace hlavního města Prahy. Zařízení poskytuje klientům s těžkými zrakovými vadami celoroční pobyt, sociální poradenství i kulturní aktivity. Vzhledem ke svém poloze pod usedlostí Horní Palata je často nazýván Dolní Palata, tento název se však původně vztahoval k viniční usedlosti, zbytky jejíž obytné budovy s adresou Holečkova 161/48 byly zbořeny začátkem prosince roku 2016.

## Historie
25. listopadu 1888 bylo rozhodnuto na mimořádné valné hromadě Spolku České spořitelny – Böhmische Sparkasse o zřízení zaopatřovacího ústavu pro slepce neschopné výdělku a vzdělání ke čtyřicátému výročí vlády císaře Františka Josefa I. Po „nejmilostivějším“ svolení panovnického domu 13. prosince 1888 neslo Spořitelnou českou založené zařízení název Ústav pro zaopatřování slepců Francisco-Josephinum.
Ústav byl vybudován jako novorenesanční stavba palácového typu ve tvaru písmene E na pozemcích bývalé viniční usedlosti a 25.11.1893 se konalo slavnostní otevření. Kromě mužské a ženské části pro pacienty nabízel také kuchyň a jídelnu, společenské místnosti, kapli, knihovnu, hudební místnost a kuřárnu. Dvacet zaměstnanců ústavu, kteří zde bydleli, se staralo o 42 nevidomých.
Během první světové války chyběly finanční prostředky, počet obyvatel se snížil na polovinu a nebyli přijímáni další. Po válce vedení část budovy pronajalo, aby mohl být financován alespoň nejnutnější provoz. Ústav zachránila od krachu a uzavření Česká spořitelna. Situace se zlepšila příchodem řádových sester z kongregace šedých sester a později sester dominikánského řádu.
S vyhlášením Československé republiky nejdřív zmizela z názvu slova Francisco-Josephinum. Ředitelství Ústavu pro zaopatřování slepců na Smíchově Palata vzápětí nato nahradilo dosavadní německý způsob úřední komunikace za česko-německý. Dosavadní ředitel ústavu, emeritní ředitel Ringhofferových závodů Karl Kletetschka, byl v roce 1920 nahrazen českým advokátem Spořitelny české Karlem Urbancem.
Během druhé světové války budovu zabrali Němci a obyvatele ústavu vystěhovali do Klárova ústavu v Krči a později do starého ústavu na Klárově. Po skončení války se obyvatelé i zaměstnanci vrátili zpět do poničené budovy s rozkradeným zařízením. Zaměstnanci i vedení museli vynaložit obrovské úsilí, aby budova s rozlehlou zahradou zůstala ústavu, protože o ni měly zájem různé instituce.
V administrativních zmatcích kolem převratu v roce 1948 se na Palatě střídali národní správci s ředitelstvím, které tenkrát ještě instalovala Spořitelna pražská, od dob nacistické okupace nástupce Spořitelny české. V roce 1950 byl soukromý Ústav pro zaopatřování slepců Palata zestátněn.

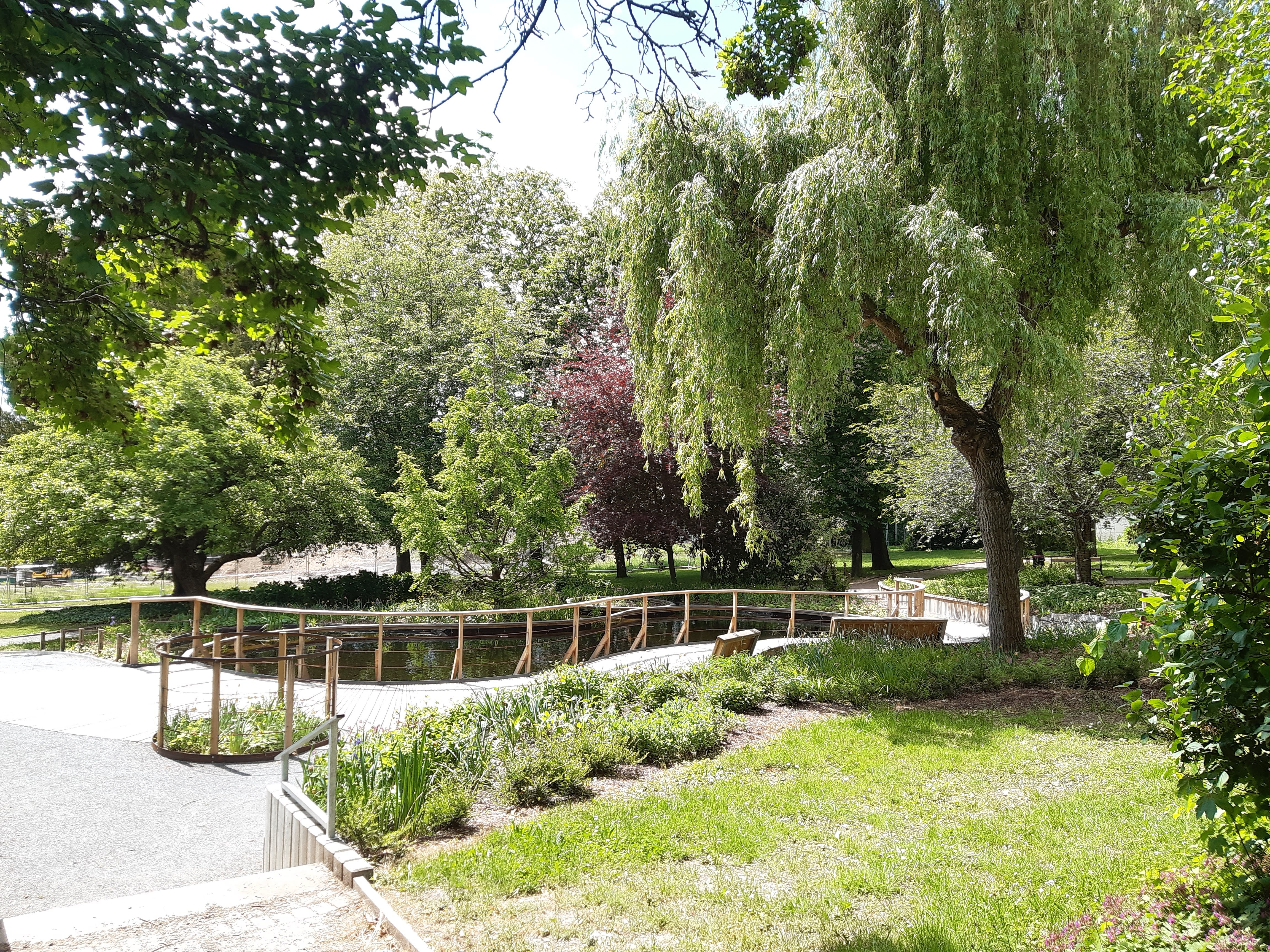
Okolní park přístupný pro veřejnost

Na počátku zásadních společenských změn po roce 1989 – po zrušení centrálního řízení sociálních ústavů Správou sociálních služeb hlavního města Prahy, se Ústav sociální péče o nevidomé Palata, později Domov pro zrakově postižené Palata, stal v roce 2006 příspěvkovou organizací hlavního města Prahy. Byl podporován příspěvky jednotlivců a institucí, mezi nimiž postupně vyniká jako nejštědřejší přispěvatel finanční skupina České spořitelny a.s.
Počátkem devadesátých let vznikl rozsáhlý projekt nezbytné rekonstrukce a modernizace historické budovy Palaty a jejího okolí, který se postupně uskutečňoval v následujících desetiletích. Na konci devadesátých let vznikly v obou křídlech tzv. komunikační věže s novými výtahy, zmodernizovala se hygienická zařízení, přibyly bezbariérové vstupy a zahrada se proměňovala v obytný prostor. V roce 2008 došlo k dostavbě zadního traktu, čímž se půdorys budovy změnil z velkého E do hranaté osmičky a kromě nových pokojů přibyl rozsáhlý rehabilitační komplex s tělocvičnou, elektroléčbou a vodoléčbou.
Příspěvková organizace hlavního města Prahy, zapsaná v roce 2006, nese název Palata – Domov pro zrakově postižené a má registrované služby „Domov pro osoby se zdravotním postižením“ s kapacitou domova 125 lůžek a 108 zaměstnanců podle přepočtu úvazků.